# Luisa Geiselsöder
Luisa Geiselsöder (Ansbach, 10 febbraio 2000) è una cestista tedesca.

## Carriera
È stata selezionata dalle Dallas Wings al secondo giro del Draft WNBA 2020 (21ª scelta assoluta).